# Platybuninae
Sous-famille
Les Platybuninae sont une sous-famille d'opilions eupnois de la famille des Phalangiidae.

## Distribution
Les espèces de cette sous-famille se rencontrent en Europe, au Moyen-Orient et en Asie centrale.

## Liste des genres
Selon World Catalogue of Opiliones (29/03/2023) :
- Acanthomegabunus Tsurusaki, Chemeris & Logunov, 2000
- Buresilia Šilhavý, 1965
- Lophopilio Hadži, 1931
- Megabunus Meade, 1855
- Metaplatybunus Roewer, 1911
- Platybunoides Šilhavý, 1956
- Platybunus Koch, 1839
- Rafalskia Starega, 1963
- Stankiella Hadži, 1973

## Publication originale
- Staręga, 1976 : « Opiliones Kosarze (Arachnoidea). » Fauna polski, vol. 5, p. 1–197.